# 柴宗慶
柴宗慶（982年—1044年），字天祐，中国北宋驸马，大名府（今河北省大名东）人。

## 生平
枢密副使柴禹锡孙。尚宋太宗女鲁国长公主。拜左卫将军、驸马都尉。领恩州刺史。拜康州防御使，改复州防御使。旧制，诸公主宅皆杂买务市场，柴宗庆遣家僮自外州买炭，所过免税。又以同样手法买材木于陕西，买马于河东，牟取私利。宋仁宗时，历任静难、永清、彰德等军节度使，拜使相同中书门下平章事。柴宗庆出判郑州，纵部曲扰民。召还，出判济州，御史中丞贾昌朝言其所至无状，不可复使治郡，宋仁宗听从，留朝不遣。死后赠中书令，谥荣密。柴宗庆为官多过失。性极贪鄙，积财巨万。

## 延伸阅读
[在维基数据编辑]
 《宋史/卷463》，出自脱脱《宋史》